# Pavetta sansibarica
Pavetta sansibarica är en måreväxtart som beskrevs av Karl Moritz Schumann. Pavetta sansibarica ingår i släktet Pavetta och familjen måreväxter.

## Underarter
Arten delas in i följande underarter:
- P. s. sansibarica
- P. s. trichosphaera
- P. s. rufipila